# Rumex costaricensis
Rumex costaricensis är en slideväxtart som beskrevs av K. H. Rechinger. Rumex costaricensis ingår i släktet skräppor, och familjen slideväxter. Inga underarter finns listade i Catalogue of Life.